# Anthophora calcarata
Anthophora calcarata är en biart som beskrevs av Amédée Louis Michel Lepeletier 1841. Anthophora calcarata ingår i släktet pälsbin, och familjen långtungebin. Inga underarter finns listade i Catalogue of Life.